# Убіквітин-лігаза
Убіквітин-лігаза, також убіквітин-лігаза E3 - фермент, який розпізнає білок-мішень убіквітинування, сприяє його взаємодії з убіквітин-з'єднувальним ферментом E2 та каталізує реакцію перенесення молекули убіквітину з E2 на білок-мішень.
Убіквітинлігази є специфічними ферментами, тобто кожна убіквітинлігаза розпізнає свій білок, який має деградувати.